# Szappanfű
A szappanfű (Saponaria) a valódi kétszikűek core eudicots csoportjához, a szegfűvirágúak (Caryophyllales) rendjéhez, ezen belül a szegfűfélék (Caryophyllaceae) családjához tartozó nemzetség. Nagyjából 20, Európában és Délnyugat-Ázsiában elterjedt évelő faj tartozik ide.

## Fordítás
- Ez a szócikk részben vagy egészben a Saponaria című angol Wikipédia-szócikk fordításán alapul.  Az eredeti cikk szerkesztőit annak laptörténete sorolja fel. Ez a jelzés csupán a megfogalmazás eredetét és a szerzői jogokat jelzi, nem szolgál a cikkben szereplő információk forrásmegjelöléseként.